# Georg Ritter von Hengl
Georg Hengl, seit 1918 Ritter von Hengl (* 21. Oktober 1897 in Lailing bei Wallersdorf; † 19. März 1952 in Sonthofen) war im Zweiten Weltkrieg deutscher General der Gebirgstruppe.

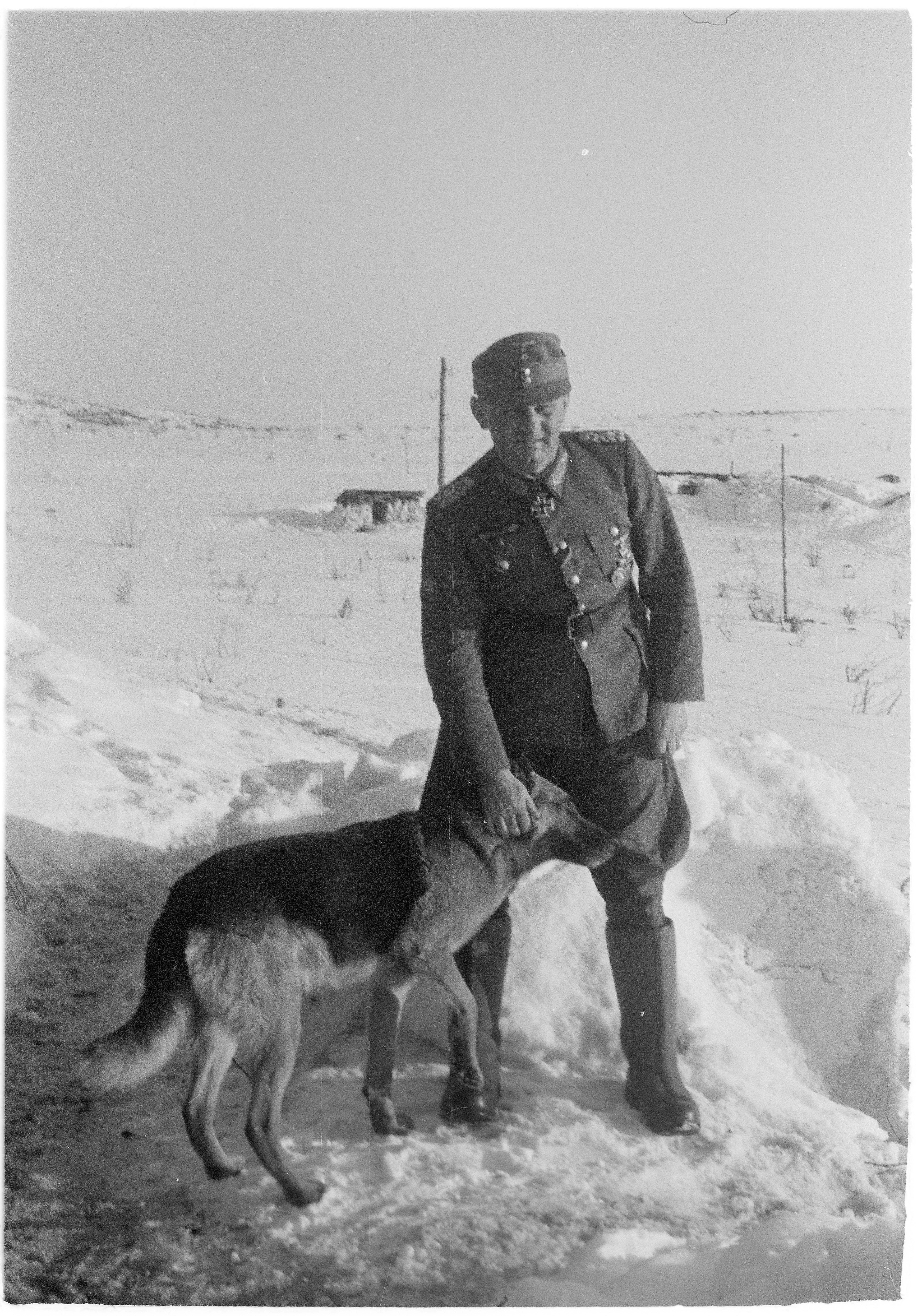
Hengl in Petsamo am 10. April 1943

## Leben

### Herkunft
Er war der Sohn des Lehrers Georg Hengl und dessen Ehefrau Katharina, geborene Hausladen.

### Militärkarriere

#### Bayerische Armee
Hengl besuchte das Humanistische Gymnasium in Neuburg an der Donau und trat nach der achten Klasse am 4. August 1914 zu Beginn des Ersten Weltkriegs als Freiwilliger in das 11. Infanterie-Regiment „von der Tann“ der Bayerischen Armee ein. Bei verschiedenen Regimentern kämpfte er in der Folgezeit an der West- und Ostfront und wurde am 27. März 1916 zum Leutnant der Reserve befördert. Anfang Februar 1918 ließ er sich zur Fliegertruppe versetzen und absolvierte eine Ausbildung zum Beobachter. Während dieser Zeit wurde Hengl in das Aktivenverhältnis übernommen. Er kam anschließend zur Fliegerabteilung A 295 (b) und spezialisierte sich hier auf das Einschießen der Artillerie auf besondere Ziele. Nach insgesamt 115 solcher Einsätze sowie acht Luftsiegen wurde er am 29. Oktober 1918 durch König Ludwig III. mit dem Ritterkreuz des Militär-Max-Joseph-Ordens beliehen. Mit der Verleihung war die Erhebung in den persönlichen Adelstand verbunden und er durfte sich nach der Eintragung in die Adelsmatrikel Ritter von Hengl nennen. Für seine Leistungen war er außerdem mit beiden Klassen des Eisernen Kreuzes, dem Ritterkreuz des Königlichen Hausordens von Hohenzollern mit Schwertern sowie dem Militärverdienstorden IV. Klasse mit Schwertern und Krone ausgezeichnet worden. Außerdem hatte er für seine mehrfachen Verwundungen das Verwundetenabzeichen in Gold erhalten.

#### Weimarer Republik
Nach dem Krieg schloss er sich der Einwohnerwehr Bayern an, kämpfte im Freikorps Epp gegen die Münchner Räterepublik und trat in den Polizeidienst über. In der Bayerischen Landespolizei stieg Hengl bis Juni 1933 zum Polizei-Hauptmann auf.

#### Drittes Reich
Zum 1. Juni 1934 wechselte er als zur SS-Verfügungstruppe und übernahm als Kommandeur ab 7. Juli 1934 die SS-Standarte Deutschland. Zum 9. November 1934 wurde er zum SS-Obersturmbannführer befördert. Hengls NS-Gesinnung galt als „sehr ausgeprägt“; in der 20. Gebirgs-Armee sollte er später zusammen mit Eduard Dietl und Ferdinand Schörner eine Führungstroika eingefleischter Nationalsozialisten bilden.
Am 15. Oktober 1935 wurde Hengl als Hauptmann in die Wehrmacht übernommen und dort Chef der 4. Kompanie des Gebirgsjäger-Regiments 100, aus der SS schied er damit wieder aus. Als Major (seit 1. März 1936) übernahm er am 6. Oktober 1936 das III. Bataillon des Gebirgsjäger-Regiments 99 als dessen Kommandeur. Nachdem er am 1. April 1939 zum Oberstleutnant befördert worden war, ließ er sich kurz darauf aus privaten Gründen beurlauben. Mit Beginn des Zweiten Weltkriegs nahm er mit seinem Bataillon am Überfall auf Polen teil. Am 24. Februar 1940 wurde er Kommandeur des Gebirgsjäger-Regiments 137 und führte dieses im Rahmen des Unternehmens Weserübung, der Besetzung Dänemarks und Norwegens. Beim Einmarsch in die Sowjetunion gab Ritter von Hengl am 10. Juli 1941 den Befehl, „sämtliche Gefangenen zu erschießen“, wie ein Obergefreiter seiner Einheit zu Protokoll gab.
Aufgrund seiner Leistungen als Kommandeur des Regiments erhielt er am 25. August 1941 das Ritterkreuz des Eisernen Kreuzes verliehen. Kurz darauf erfolgte seine Beförderung zum Oberst. Am 2. März 1942 wurde Hengl mit der Führung der in Nordnorwegen stehenden 2. Gebirgs-Division beauftragt, am 1. April zum Generalmajor befördert und schließlich am 20. April 1942 zum Kommandeur der Division ernannt. Am 21. Januar 1943 folgte die Ernennung zum Generalleutnant.
Am 23. Oktober 1943 wurde er zum Kommandierenden General des XIX. Gebirgs-Korps ernannt und am 1. Januar 1944 zum General der Gebirgstruppe befördert. Es folgte am 15. Mai 1944 seine Ernennung zum Chef des NS-Führungsstabes im Oberkommando des Heeres und am 20. Juni die Verleihung des Deutschen Kreuzes in Gold. Im Juli 1944 hielt Hengl auf der NS-Ordensburg Sonthofen eine Rede zur „weltanschaulichen Schulung“. Hengl verlangte, der Offizier müsse seine Soldaten zum „unbändigen Vernichtungswillen und zum Hass“ erziehen. Diese Durchhalteparolen wurden vom Befehlshaber des Ersatzheeres in einem Befehl vom 21. Juli 1944 aufgegriffen: „Die Gedanken der Richtlinien und des Vortrages des Chef des NS-Führungsstabes des Heeres sind für die weitere Arbeit […] Befehle“.
Am 7. Mai 1945 lieferte die Kampfgruppe Hengl den anrückenden US-Truppen am Wilden Kaiser die letzten Gefechte; Hengl geriet in US-amerikanische Kriegsgefangenschaft.

### Nachkriegszeit
Nach seiner Entlassung sorgte sich Hengl um die „zeitlosen soldatischen Tugenden“ und um den „Ehrenschild der Wehrmacht“. So schrieb er 1951 in einem Geleitwort: „Narvik und Dietl waren im ganzen Volk ein Begriff. […] Dieses Buch möge im deutschen Volk und vor allem in der Jugend die Erinnerung an Generaloberst Dietl wach halten! Er zählte zu den Besten.“

### Familie
Hengl hatte sich am 19. April 1921 mit Maria, geborener Schin, verheiratet. Aus der Ehe ging ein Sohn hervor, der im Zweiten Weltkrieg zum Hauptmann bei der Gebirgstruppe aufstieg.